# Jännersdorf
Jännersdorf ist ein Ortsteil der Gemeinde Marienfließ im Landkreis Prignitz in Brandenburg.

## Geographie
Der Ort liegt neun Kilometer nördlich von Putlitz und zwölf Kilometer westnordwestlich von Meyenburg. Die Nachbarorte sind Kuwalk im Norden, Wahlstorf und Quaslin im Nordosten, Stepenitz und Telschow im Südosten, Nettelbeck im Süden, Porep und Drenkow im Südwesten, Mooster im Westen sowie Neu Redlin im Nordwesten.

## Geschichte
Jännersdorf wurde 1246 erstmals als „Janderstorp“ erwähnt. Funde deuten jedoch auf eine frühere Besiedlung der Gemarkung hin. Der Name ist ein slawisch-deutscher Mischname mit dem altpolabischen Personennamen * Jander = Andreas. Nach der Dorfform ist es ein Rundling. Infolge des Dreißigjährigen Krieges wurde das Dorf entvölkert und erst 1686 wieder bewohnt.
Vor 1816 gehörte der Ort zum Pritzwalkischen Kreis in der Prignitz der Mark Brandenburg und kam danach zum Landkreis Ostprignitz im Regierungsbezirk Potsdam der Provinz Brandenburg. Seit 1874 wurden die Quaslinermühle und die Wilsener Mühle als zum Dorf gehörend verzeichnet. 1900 wurde neben den beiden Mühlen die Siedlung als Dorf bezeichnet und zum Gemeindebezirk Jännersdorf zählte zudem der Ausbau Kuhwalk. 1931 gehörten die Wohnplätze Kuhwalk, Quaslinermühle und Wilsener Mühle zur Gemeinde. 1950 wurde die Quaslinermühle in die Gemeinde Wahlstorf im Kreis Lübz in Mecklenburg umgemeindet. Ab 1952 war der Ort zugehörig zum Kreis Pritzwalk im Bezirk Potsdam. 1962 wurde der Ortsteil Neu Redlin aus der Gemeinde Redlin im Kreis Parchim in die Gemeinde Jännersdorf umgemeindet. 1993 wurde Jännersdorf ein Teil des neu geschaffenen Landkreises Prignitz und das Amtsgericht Perleberg hier zuständig.
In den Zeiten der Deutschen Demokratischen Republik befand sich in Jännerstorf ein Schieß- und Hubschrauberlandeplatz der Sowjetarmee. Nach der Entmunitionierung des ehemaligen Truppenübungsplatzes nahmen dort 2012 der Solarpark Jännersdorf und der Solarpark Krempendorf den Betrieb auf.